# Asher Brown Durand
Asher Brown Durand (Maplewood, 21 agosto 1796 – Maplewood, 17 settembre 1886) è stato un pittore statunitense.
Artista dedito in prevalenza alla rappresentazione del paesaggio e alla ritrattistica, fu uno dei fondatori della Hudson River School.

## Biografia

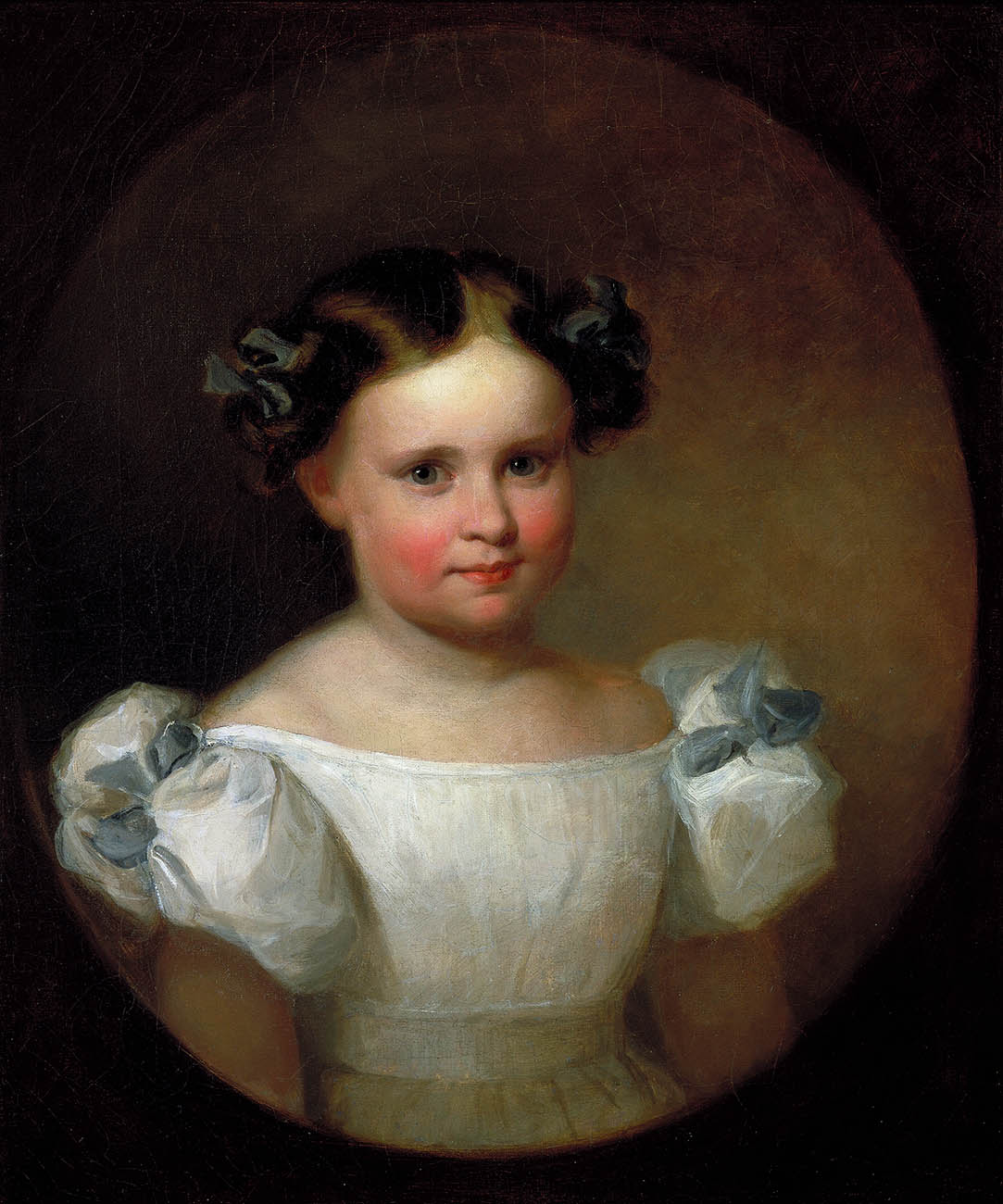
Georgianna Frances Adams

Asher Durand era l'ottavo degli undici figli di un fabbricante di orologi e argentiere. Dal 1812 al 1817 fece apprendista presso un incisore, da cui apprese la precisione del disegno e dei dettagli. Questi cinque anni gli bastarono per guadagnarsi la fama del migliore incisore del paese. Nel 1825 collaborò all'organizzazione della "New York Drawing Association", che sarebbe in seguito divenuta la "National Academy of Design" e della quale egli ricoprì la presidenza dal 1845 al 1861.

Attorno al 1830 i suoi interessi mutarono, passando dall'incisione alla pittura ad olio. Nel 1837, quando accompagnò l'amico Thomas Cole in una spedizione di studio nei Catskills (Monti Adirondack) e nelle White Mountains (New Hampshire), la vista di quegli scenari lo colpì profondamente, e da quel momento egli si concentrò sul paesaggio, eseguendo numerosi schizzi, centinaia di disegni e abbozzi di pitture. Tutto questo materiale servì in seguito per definire i principi e le attività della Hudson River School.
Durand fu in parte anche ritrattista, ma è noto soprattutto per i suoi paesaggi e, all'interno di essi, per le rappresentazioni degli alberi, del fogliame e delle rocce, ricche di preziosi dettagli. Fu un infervorato sostenitore del disegno della natura fatto dal vero e con il massimo realismo possibile. Scrisse infatti:
Never let him profane her sacredness by a willful departure from truth.»
Come altri artisti dell'Hudson River School, Durand era anche convinto che la natura è un'ineffabile manifestazione di Dio. Espresse pubblicamente questo sentimento, assieme alle sue opinioni generali sull'arte, in uno scritto su "The Crayon", un periodico d'arte di quei tempi, edito a New York:
Asher Brown Durand morì a Maplewood, nel New Jersey, all'età di novant'anni.
Nel 2007 il Brooklyn Museum organizzò una mostra di circa sessanta opere di Durand. Fu la prima esposizione monografica dedicata all'artista in più di trentacinque anni; intitolata "Kindred Spirits: Asher B.Durand and the American Landscape", rimase aperta dal 30 marzo al 29 luglio.

## Galleria d'immagini

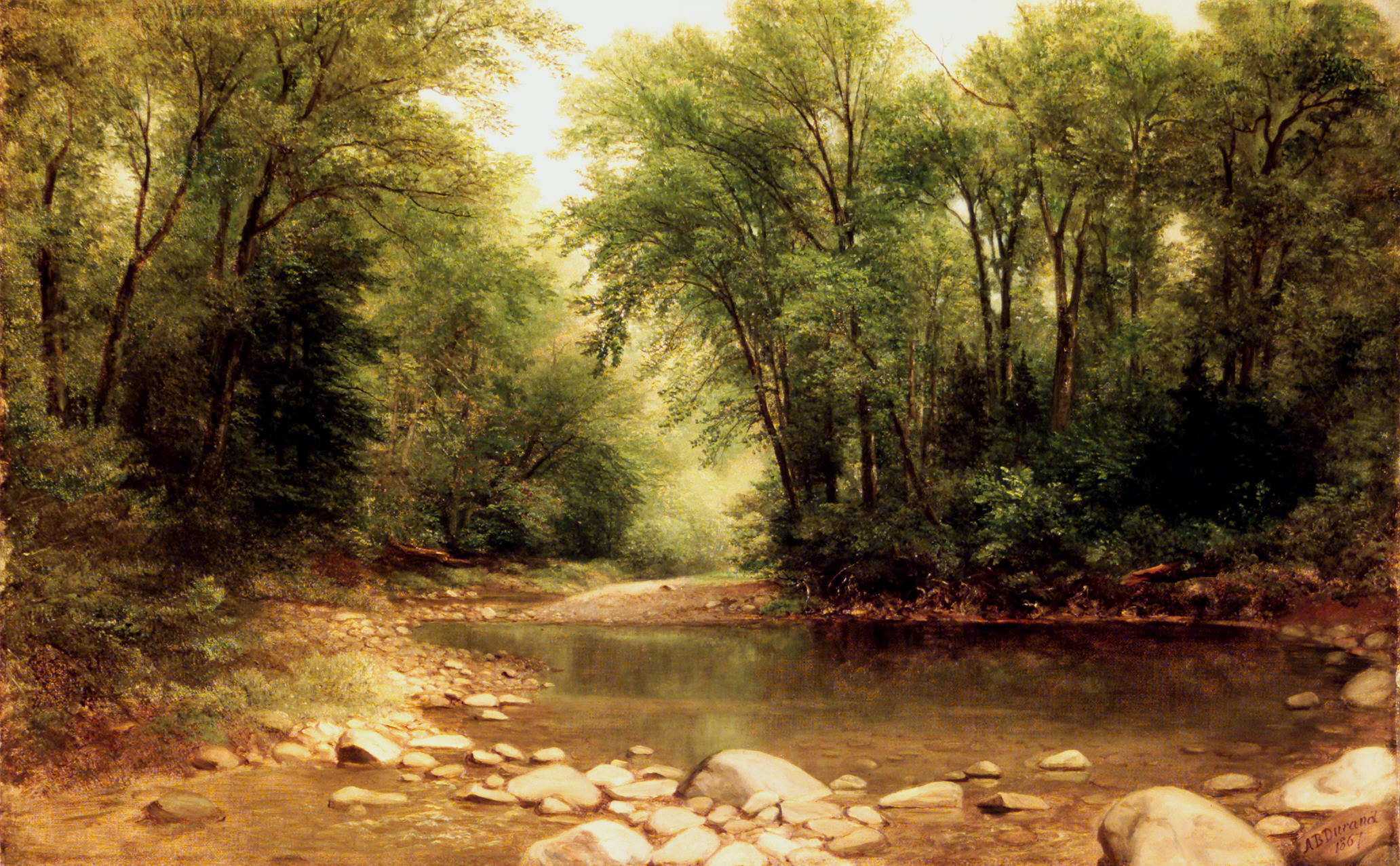
Paesaggio
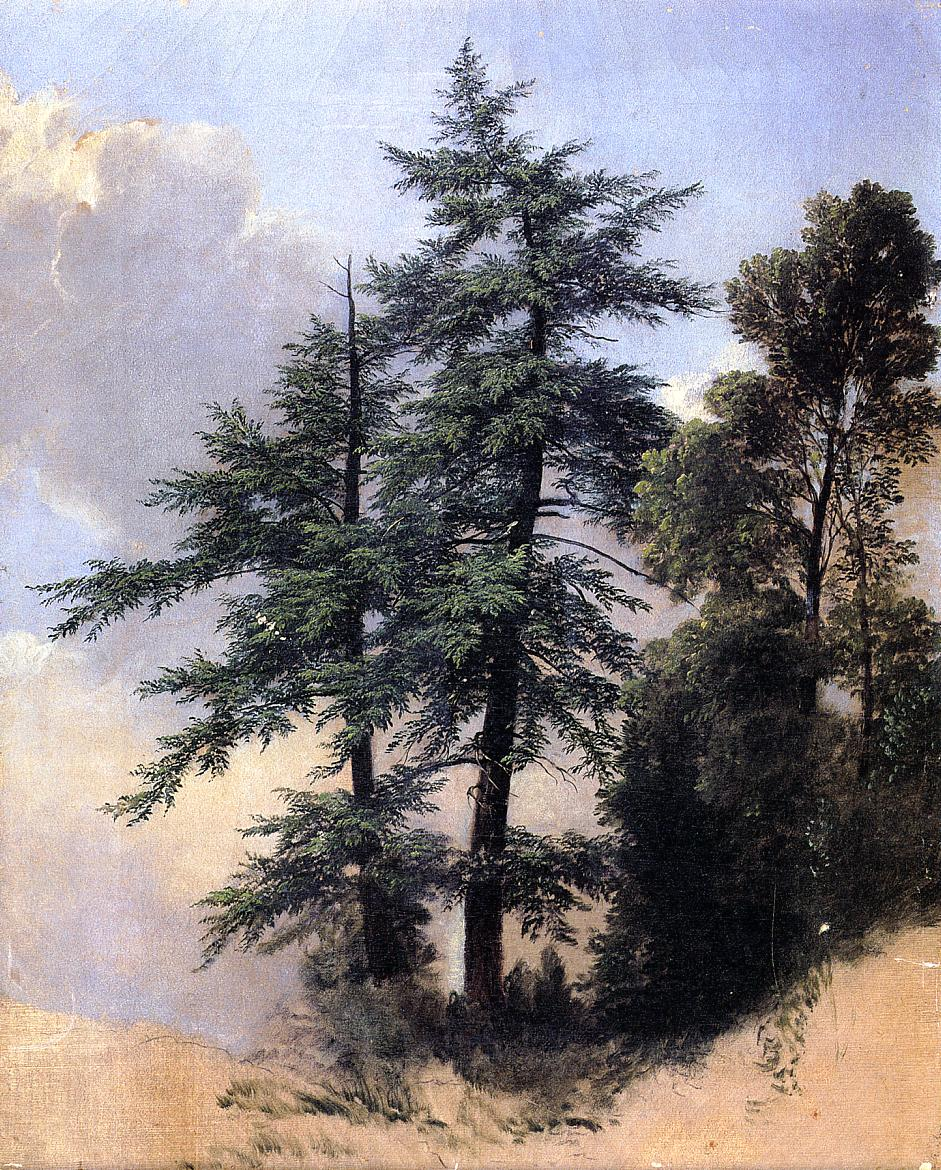
Studio di alberi
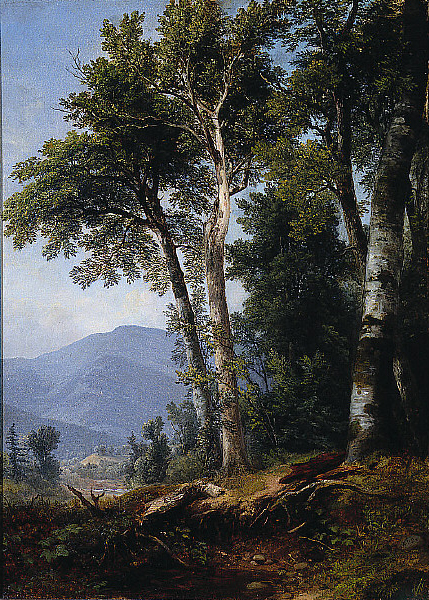
Il paesaggio dei boschi
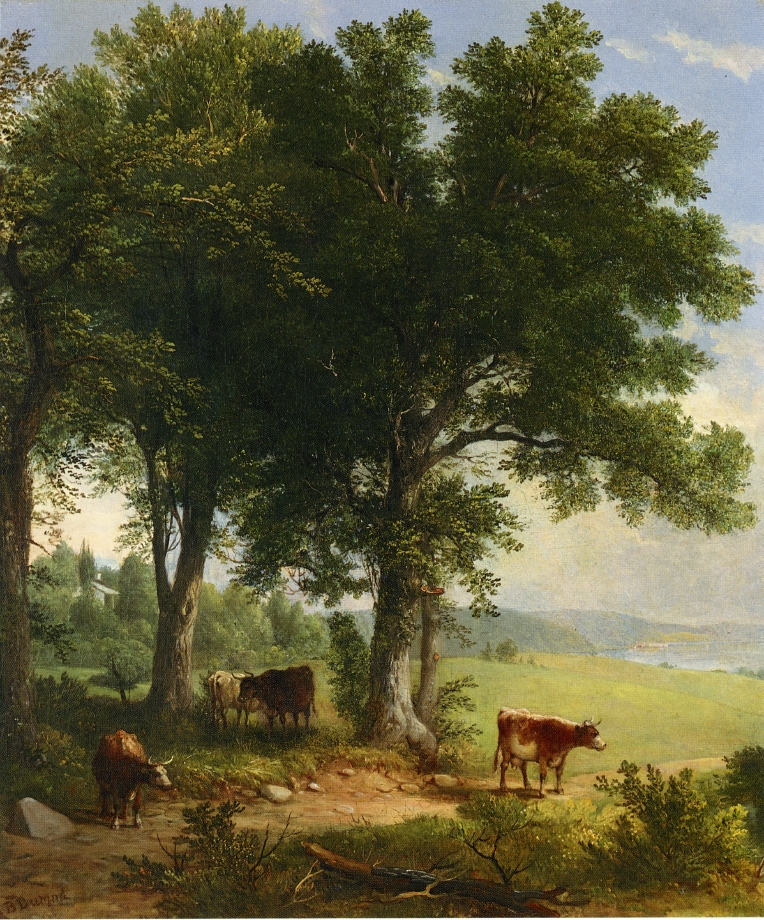
La vecchia quercia
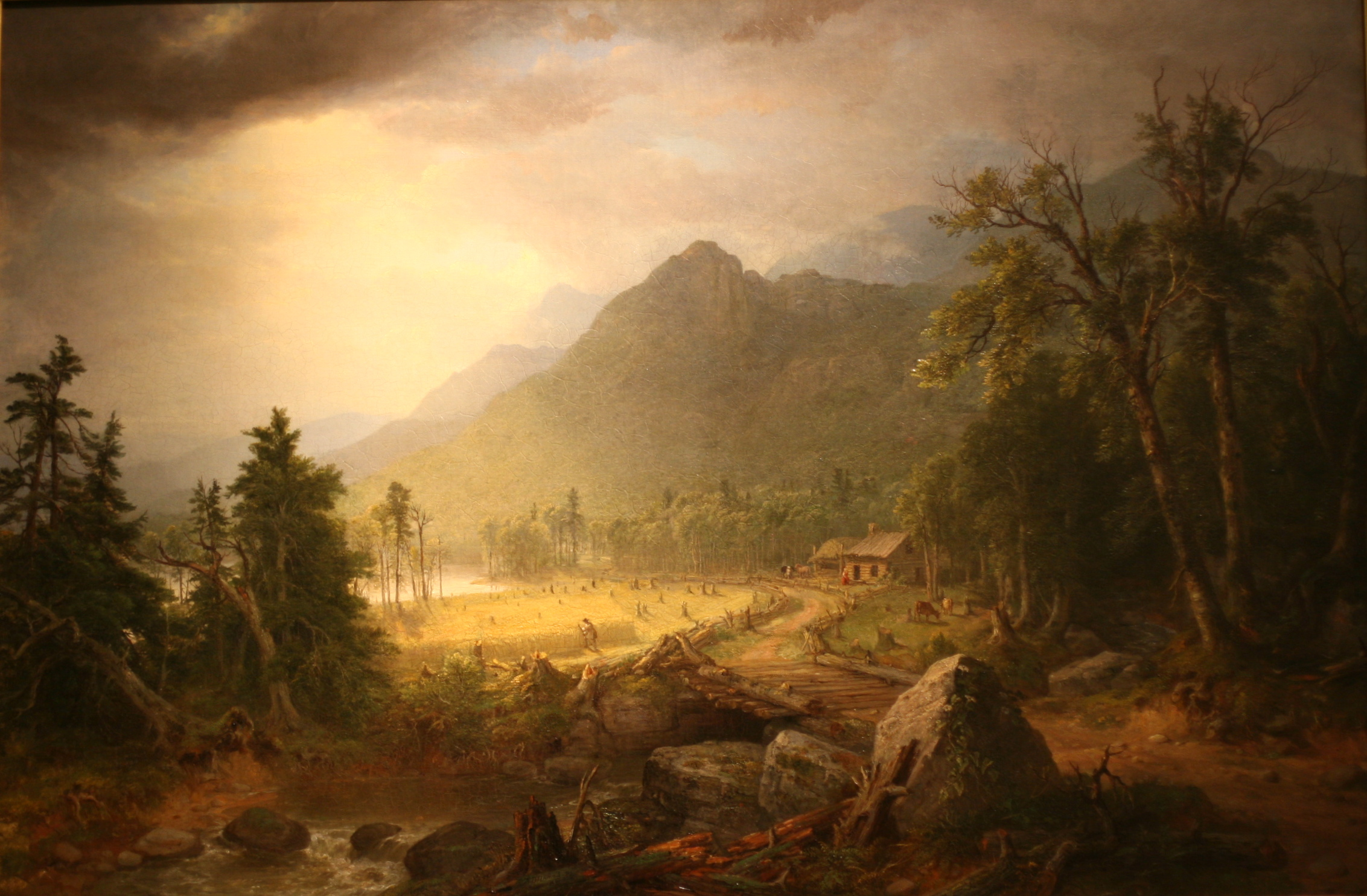
Il primo raccolto nella selva
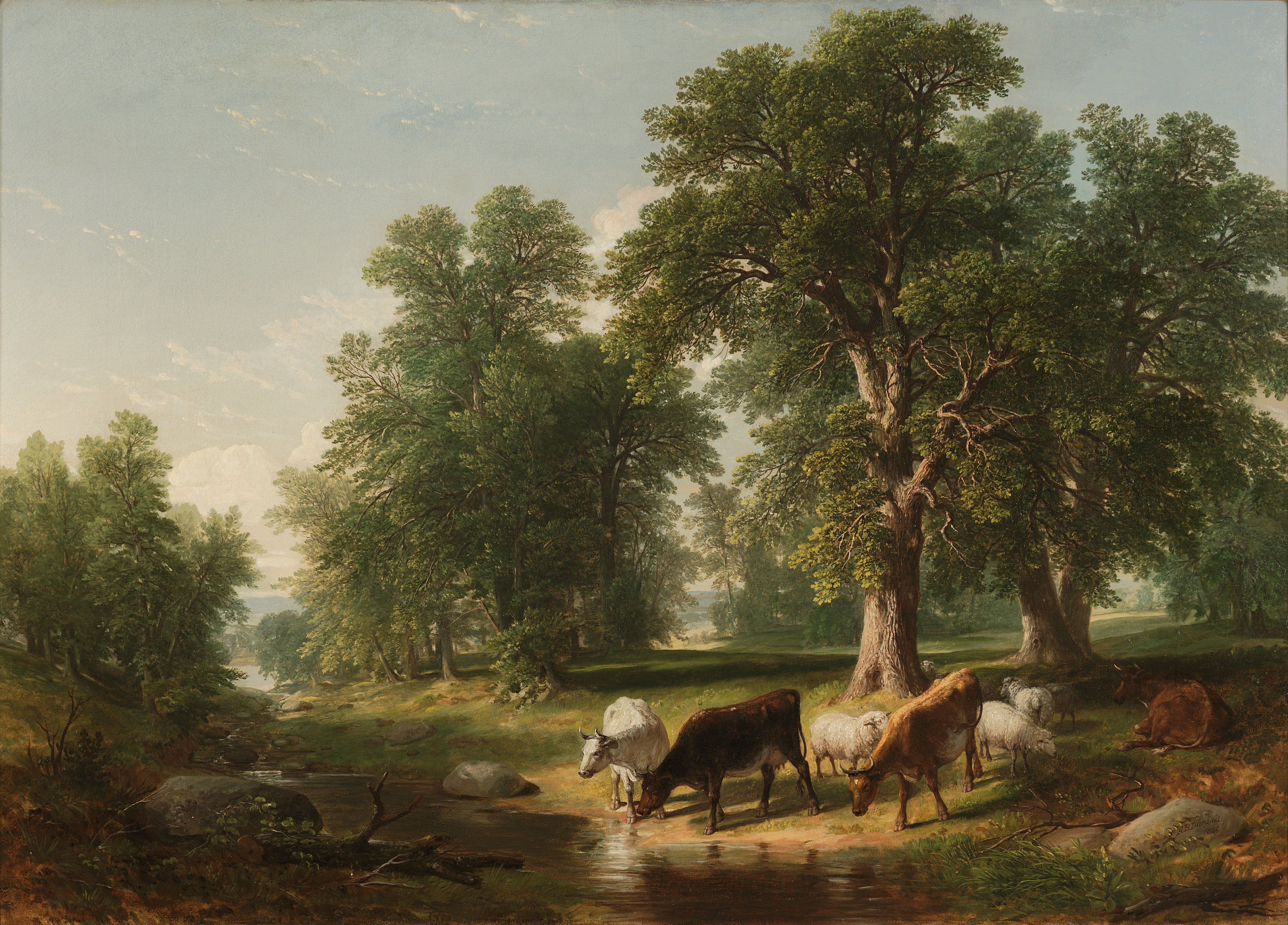
Pomeriggio d'estate
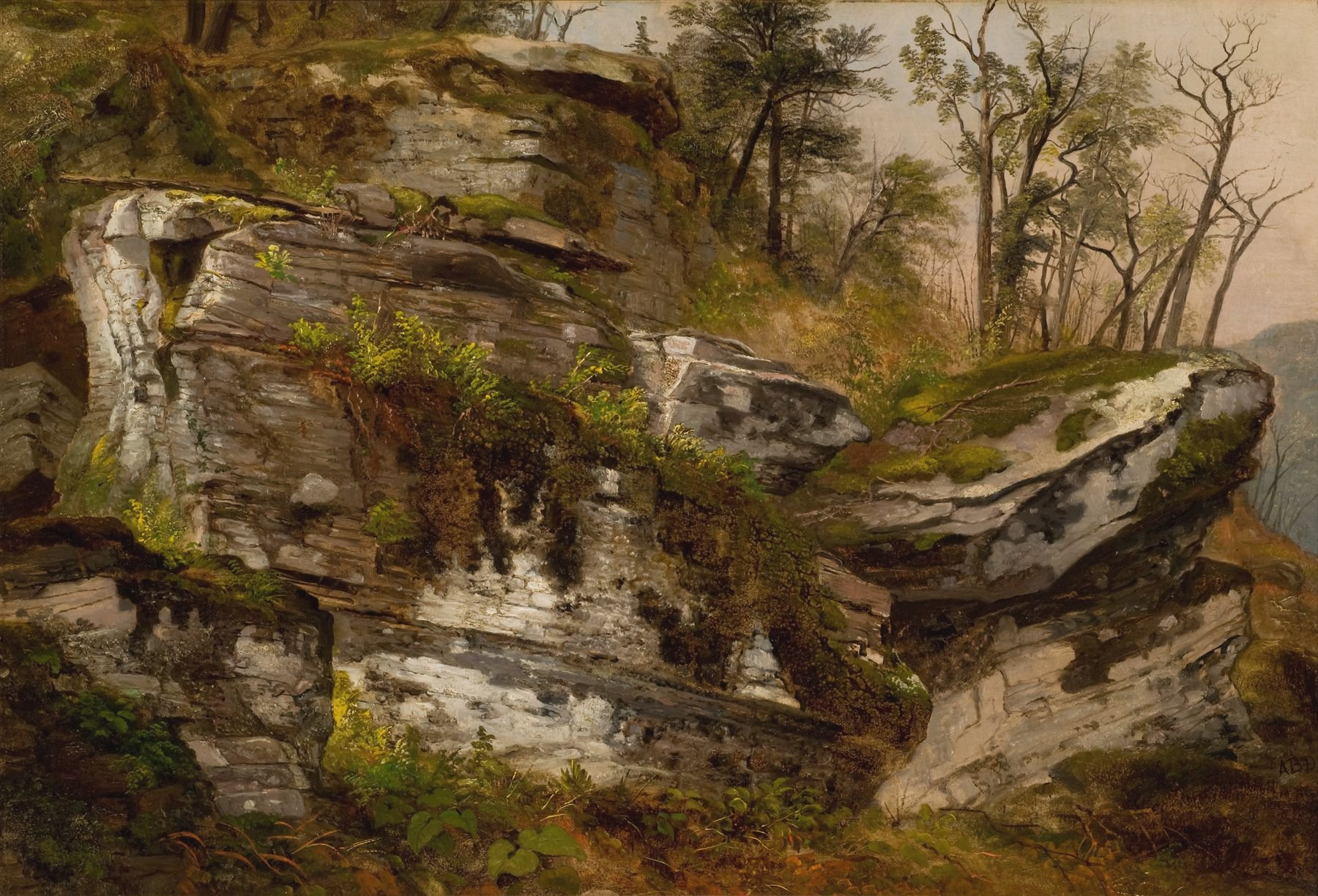
Dirupo roccioso
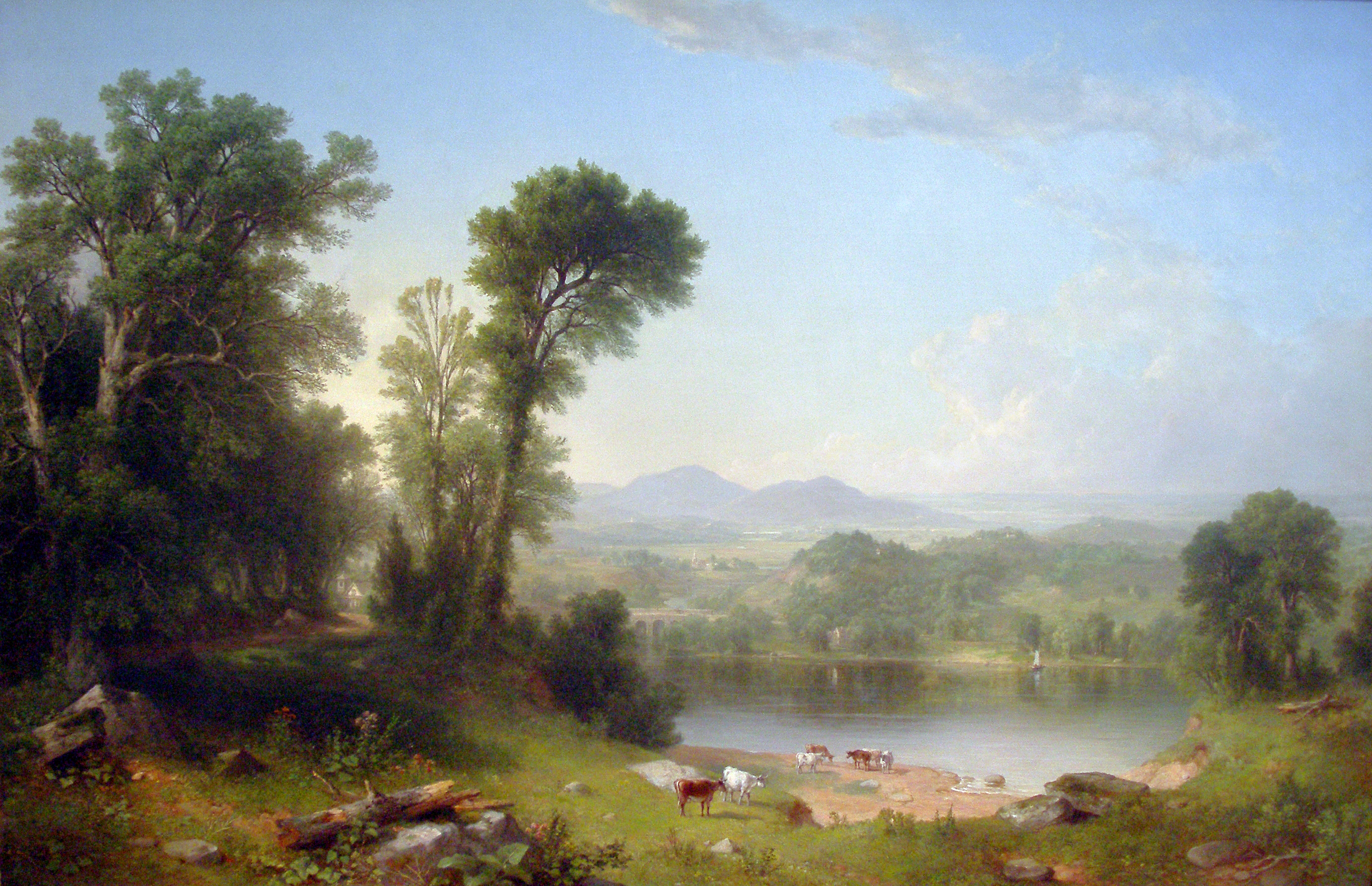
Paesaggio pastorale